# St. Louis–San Francisco 1522
St. Louis-San Francisco Railway 1522 (заводской номер — 59134) — это простой двухцилиндровый паровоз с осевой формулой 4-8-2 типа «Mountain», который был построен в 1926 году на Baldwin Locomotive Works для Железной дороги Сент-Луис — Сан-Франциско (SLSF или Frisco. Он был отставлен от работы в 1951 году, а в мае 1959 года передан в дар Транспортному музею г. Сент-Луис, штат Миссури, где он находится и по сей день.
Весной 1988 года он был восстановлен в рабочее состояние и совершал экскурсионные поездки до осени 2002 года, когда он был окончательно отставлен, для постановки в музее.
Паровоз 1522 был построен для обслуживания более тяжёлых пассажирских поездов Frisco через холмистые районы Озарка. В настоящее время сохранено пять других паровозов Frisco с осевой формулой 4-8-2 типа «Mountain», на территории всей Америки. Многие железнодорожные фанаты считают паровоз 1522 «самым громким паровозом в мире», из-за его исключительно громкого выхлопного газа, особенно при интенсивной нагрузке.

## История
St. Louis–San Francisco 1522 построен в 1926 году, как часть третьего заказа горных локомотивов серии 1500 (она же T-54) для железной дороги Сент-Луис — Сан-Франциско. Приобретённый за 70.000 долларов, паровоз был построен для обслуживания тяжёлых пассажирских и грузовых поездов по Восточному и Западному дивизионам железной дороги Frisco, имея давление пара в котле в 1,37 МПа (200 psi), диаметр ведущих колёс 177 см (69 дюймов), силу тяги 250,79 кН (56,380 фунтов), и способный развить скорость 113 км/ч (70 миль в час).
На протяжении всей своей службы, паровоз 1522, наряду с другими паровозами серии T-54 был обнаружен заинтересованным экипажем, диспетчерами, и отделом обслуживания. В связи с тем, что они были локомотивами общего назначения, они хорошо подходили для использования со срочными грузовыми поездами, скоростными пассажирскими поездами или даже для обслуживания местных рейсов (четыре других паровоза T-54 — 1500, 1502, 1510 и 1521 — сдавались в аренду железным дорогам Техаса и Нового Орлеана в конце 1940-х годов, которые очень сильно восхищались этими локомотивами).
После испытаний тепловозов в течение следующего десятилетия после начала Второй мировой войны (во время которого паровоз 1522 и 15 остальных паровозов серии T-54 были модернизированы с установкой бустерных двигателей, увеличением давления пара до 1,45 МПа (210 psi), установкой более крупных движущих колёс, с последующим увеличением их силы тяги до 292 кН (65550 фунтов), и увеличением максимальной скорости до 145 км/ч (90 миль в час), железная дорога Frisco стала стремительно переходить на дизельный подвижной состав в конце 1940-х, начале 1950-х годов. В конечном итоге, все рейсовые поездки на пару были прекращены на Frisco в феврале 1952 года, а запасные поездки на пару были прекращены в 1956 году.

## Сохранение и работа на экскурсионных поездках
Паровоз 1522 был отставлен в первый раз примерно в 1951 году. Локомотив был выбран для сохранения и передан в дар Транспортному музею города Сент-Луис, штат Миссури в мае 1959 года, где он находился до сентября 1985 года, после чего недавно созданная некоммерческая организация The St. Louis Steam Train Association выбрала локомотив для восстановления и постановки на ход. Работы вскоре были завершены, и в апреле 1988 года паровоз 1522 повторно начал работать уже с экскурсионными поездами, но был возвращён на покой в конце 2002 года. Этот локомотив совершил большое количество экскурсионных поездок во время работы с экскурсионными поездами и прошёл капитальный ремонт.
- Октябрь 1988 года: Первая поездка в Декейтер, штат Иллинойс.
- Май 1989 года: Первая поездка в Моберли, штат Миссури.
- Июнь 1990 года: Паровоз 1522 совершил экскурсию с 22 вагонами по Rolla Hill во время ежегодного съезда NRHS 1990 года сдвоенным составом совместно с Union Pacific 844 по окончании мероприятия.
- Июнь 1994 года: Паровоз 1522 стал одним из локомотивов для участия в ежегодном съезде NRHS 1994 года в Атланте, штат Джорджия, где совершил поездку сдвоенным составом c Norfolk and Western 611 из Бирмингема, штат Алабама в Атланту во время поездки на съезд.
- Июнь 1995 года: Локомотив стал специальным участником ежегодного расцвета сенокоса и совершил несколько поездок между Омахой и Линкольном, штат Небраска.
- Май 1999 года: Во время пробной поездки 17 мая, после 18-месячного капитального ремонта, паровоз 1522 сошёл с рельс на поворотном треугольнике в Северном Сент-Луисе, штат Миссури. Во время движения на поворотном треугольнике, рельс переключился со стороны кочегара, что привело к серьёзному повреждению ходовой части. С помощью Музея железной дороги Теннесси-Вэлли повреждение было устранено, после чего паровоз вернулся к эксплуатации через несколько месяцев.
- Июнь 2001 года: Паровоз 1522 был приглашён на ежегодное специальное собрание сотрудников компании Burlington Northern Santa Fe, которое включало исторический тур по штату Техас. Паровоз 1522 также был приглашён для проведения нескольких экскурсионных поездок на ежегодном съезде NRHS 2001 года, которое проводилось в Сент-Луисе.
- Сентябрь 2002: Произведено объявление, о том что паровоз 1522 должен быть отставлен от работы в связи с увеличением страховых тарифов и проблем с жаровыми трубами. Новые правила FRA требовали проверки паровозных котлов каждые 15 лет (старые жаровые трубы должны были меняться на новые), что стало бы слишком затратно. 28 и 29 сентября 2002 года на паровозе 1522 прошли прощальные поездки, после чего он был сразу отставлен от работы.

Многие железнодорожные фанаты желают, чтобы паровоз 1522 когда-нибудь снова поехал. Тем не менее, руководство музея заявило, что в ближайшее время возврат к обслуживанию невозможен, в основном из-за повреждения дымохода локомотива, не подлежащего ремонту (необходимо изготовить новый, а также понадобятся новые жаровые трубы, до того как будет подан новый пар). По состоянию на 2019 год, Frisco 1522 по-прежнему является главным экспонатом Транспортного музея, и он остаётся единственным 4-8-2 в США, совершавшим экскурсионные поездки.